# Mayeur de Saint-Paul
Mayeur de Saint-Paul, pseudonimo di François-Marie Mayeur (Parigi, 6 giugno 1758 – Parigi, 18 dicembre 1818), è stato un attore teatrale, drammaturgo e direttore teatrale francese.

## Biografia
Il suo pseudonimo fu completato dal nome della sua parrocchia battesimale (chiesa di Saint-Paul-Saint-Louis).
Lavorò con la compagnia teatrale Nicolet nel 1779, mettendosi in evidenza anche come danzatore, e già l'anno seguente Mayeur de Saint-Paul incominciò a scrivere alcune delle opere teatrali in cui recitava.
Autore di opuscoli, tra i quali L'austriaco in una baldoria od orgia reale (L'Autrichienne en goguette ou l'Orgie royale, 1789), visse per qualche anno esiliato in America dal 1789, diresse, al suo ritorno in Francia, alcuni teatri di Parigi e provincia, come a Bordeaux dove partecipò alla costruzione del teatro, inaugurato nel 1793, a Lione, a Dunkerque. Dopo di che tornò a Parigi per dirigere il Théâtre de la Cité (1795) e il Théâtre des Variétés-Montansier, prima di partire per le colonie nel 1798, alle Antille francesi e a Saint-Domingue.
Tre anni dopo, assunse la direzione del Teatro La Gaîté e poi del Théâtre de la Société Olympique.
Ha interpretato commedie, come Pazzo per amore (Fou par amour, 1788), Cassandra,  maestra di scuola e poligrafa (Cassandre, maître d'école et polygraphe, 1804) e pantomime, come l'Eroina di Boston (Héroïne de Boston, 1802), tutte con grande successo.
È autore di sessanta opere teatrali, spesso licenziose e scandalose, e nonostante i buoni successi ottenuti ebbe una vita difficile, a causa di problemi economici e per il carattere.
Si ricorda il suo giudizio espresso nel Ritratto del nuovo palazzo reale (Tableau du Nouveau Palais-Royal, 1787), riguardante le meretrici che avevano occupato i locali ed i luoghi presso le stanze del duca d'Orléans.
Il suo opuscolo Le cronache degli idoli... (le Chroniqueur désœuvré..., 1781-1783) è una somma di voci che circolavano sui teatri di Parigi alla fine del XVIII secolo, includente alcune sue critiche ai colleghi, ma complessivamente scrisse sia opere di carattere rivoluzionario sia celebrative, come in occasione della nascita del figlio di Napoleone Bonaparte.
Diventò noto anche per alcuni scritti non proprio favorevoli verso Maria Antonietta d'Asburgo-Lorena,, per le perplessità sulle nuove tendenze economiche, per le sue opinioni sulla emancipazione femminile e sulle prospettive lavorative per le donne, presenti in Tutti sono coinvolti (Tout le monde s'en mêle).
Mayeur de Saint-Paul morì a Parigi il 18 dicembre 1818.

## Opere
- Ritratto del nuovo palazzo reale (Tableau du Nouveau Palais-Royal, 1787);
- Le cronache degli idoli o la spia del boulevard del Tempio, contenente gli annali scandalosi e veritieri dei registi, attori e acrobati del viale, con un riassunto delle loro vite e della morale in ordine cronologico (Le Chroniqueur désœuvré ou l'Espion du boulevard du Temple, contenant les annales scandaleuses et véridiques des directeurs, acteurs et saltimbanques du boulevard, avec un résumé de leur vie et mœurs par ordre chronologique, 1781-1783);
- Il Volo sopra, o la Spia dei principali teatri della capitale, contenente una storia abbreviata degli attori e attrici di questi teatri, arricchita da osservazioni filosofiche e aneddoti ricreativi (Le Vol plus haut, ou l'Espion des principaux théâtres de la capitale, contenant une histoire abrégée des acteurs et actrices de ces mêmes théâtres, enrichie d'observations philosophiques et d'anecdotes récréatives, 1784);
- Pazzo per amore (Fou par amour, 1788);
- L'austriaco in una baldoria od orgia reale (L'Autrichienne en goguette ou l'Orgie royale, 1789)
- Eroina di Boston (Héroïne de Boston, 1802);
- Cassandra,  maestra di scuola e poligrafa (Cassandre, maître d'école et polygraphe, 1804).